# No Tourists
No Tourists (zu deutsch etwa: „Keine Touristen“) ist das siebte Studioalbum der englischen Big-Beat-Band The Prodigy. Das Album wurde am 2. November 2018 vom Label Take Me To The Hospital veröffentlicht und debütierte auf Platz 1 der UK-Albumcharts. Es ist das letzte Studioalbum mit Keith Flint, der im März 2019 verstarb.

## Titelliste
1. Need Some1 – 2:44
2. Light Up The Sky – 3:20
3. We Live Forever – 3:44
4. No Tourists – 4:18
5. Fight Fire With Fire – 3:29
6. Timebomb Zone – 3:25
7. Champions Of London – 4:49
8. Boom Boom Tap – 4:06
9. Resonate – 3:51
10. Give Me A Signal – 4:03

## Singleauskopplungen
Insgesamt wurden aus dem Album No Tourists die folgenden fünf Singles – mit einer Ausnahme ausschließlich über digitale Medien – veröffentlicht:

### Need Some1
Der Song Need Some1 wurde offiziell am 19. Juli 2018 ausschließlich über digitale Medien veröffentlicht.

### Light Up The Sky
Der Song Light Up The Sky wurde offiziell am 26. September 2018 ausschließlich über digitale Medien veröffentlicht.

### Fight Fire With Fire
Der Song Fight Fire With Fire wurde am 11. Oktober 2018 vorerst ausschließlich über digitale Medien veröffentlicht. Am 13. April 2019 erschien zusätzlich eine Auflage auf 7"-Vinyl, die auch zwei Versionen vom Song Champions Of London beinhaltet.

### We Live Forever
Der Song We Live Forever wurde offiziell am 25. Oktober 2018 ausschließlich über digitale Medien veröffentlicht.

### Timebomb Zone
Ein Remix des Songs Timebomb Zone wurde am 6. Dezember 2018 ausschließlich über digitale Medien veröffentlicht.